# Jugadora Más Mejorada de la WNBA
La Jugadora Más Mejorada de la WNBA (Most Improved Player) es un premio anual otorgado por la WNBA desde el año 2000, a la jugadora con mayor progresión en la temporada regular. La ganadora es seleccionada por un grupo de periodistas deportivos de los Estados Unidos, cada uno de ellos emite un voto para el primer, segundo y tercer lugar. Cada voto para la primera posición vale cinco puntos, para la segunda posición vale tres puntos y para la tercera posición vale un punto. La jugadora con mayor número de votos totales, independientemente del número de votos de primera posición, gana el premio.
La ganadora recibe $5,000 dólares y un trofeo especialmente diseñado por Tiffany & Co.
En 2004, hubo un empate, por lo que el premio fue tanto para Kelly Miller como para Wendy Palmer
Ninguna jugadora ha ganado el premio más de una vez.

## Ganadoras
|  | Jugadora activa en la WNBA |

| Año  | Jugadora             | Nacionalidad   | Equipo              |
| ---- | -------------------- | -------------- | ------------------- |
| 2000 | Tari Phillips        | Estados Unidos | New York Liberty    |
| 2001 | Janeth Arcain        | Brasil         | Houston Comets      |
| 2002 | Coco Miller          | Estados Unidos | Washington Mystics  |
| 2003 | Michelle Snow        | Estados Unidos | Houston Comets      |
| 2004 | Kelly Miller         | Estados Unidos | Indiana Fever       |
| 2004 | Wendy Palmer         | Estados Unidos | Connecticut Sun     |
| 2005 | Nicole Powell        | Estados Unidos | Sacramento Monarchs |
| 2006 | Erin Buescher        | Estados Unidos | Sacramento Monarchs |
| 2007 | Janel McCarville     | Estados Unidos | New York Liberty    |
| 2008 | Ebony Hoffman        | Estados Unidos | Indiana Fever       |
| 2009 | Crystal Langhorne    | Estados Unidos | Washington Mystics  |
| 2010 | Leilani Mitchell     | Estados Unidos | New York Liberty    |
| 2011 | Kia Vaughn           | Estados Unidos | New York Liberty    |
| 2012 | Kristi Toliver       | Estados Unidos | Los Angeles Sparks  |
| 2013 | Shavonte Zellous     | Estados Unidos | Indiana Fever       |
| 2014 | Skylar Diggins       | Estados Unidos | Tulsa Shock         |
| 2015 | Kelsey Bone          | Estados Unidos | Connecticut Sun     |
| 2016 | Elizabeth Williams   | Estados Unidos | Atlanta Dream       |
| 2017 | Jonquel Jones        | Estados Unidos | Connecticut Sun     |
| 2018 | Natasha Howarld      | Estados Unidos | Seattle Storm       |
| 2019 | Leilani Mitchell (2) | Australia      | Phoenix Mercury     |
| 2020 | Betnijah Laney       | Estados Unidos | Atlanta Dream       |
| 2021 | Brionna Jones        | Estados Unidos | Connecticut Sun (4) |
| 2022 | Jackie Young         | Estados Unidos | Las Vegas Aces      |
| 2023 | Satou Sabally        | Alemania       | Dallas Wings        |
| 2024 |                      |                |                     |